# Sciades changi
Sciades changi är en skalbaggsart som först beskrevs av Keiichi Kusama och Oda 1975.  Sciades changi ingår i släktet Sciades och familjen långhorningar.
Artens utbredningsområde är Taiwan. Inga underarter finns listade i Catalogue of Life.